# Malaxis keysseri
Malaxis keysseri là một loài thực vật có hoa trong họ Lan. Loài này được (Mansf.) W.Kittr. mô tả khoa học đầu tiên năm 1984.